# ATS 1
ATS 1 (ang. Applications Technology Satellite 1) – amerykański satelita technologiczny, służący do testowania podzespołów przyszłych satelitów, głównie telekomunikacyjnych i meteorologicznych. Zbudowany dla NASA przez firmę Hughes, został wyniesiony na orbitę w grudniu 1966 roku. Satelita działał do 1985 roku, w którym to czasie testował głównie urządzenia łącznościowe i obserwacyjne.

## Budowa i działanie
Firma Hughes pierwsze doświadczenia w zakresie komunikacyjnych satelitów geostacjonarnych zdobyła budując pionierskie satelity serii Syncom, Syncom 1, 2 i 3, bazujące na platformie HS-301. Drugą generację satelitów, reprezentował Intelsat 1 zbudowany na platformie HS-303. Kolejny etap rozwoju statków tego typu reprezentowały satelity oparte na platformie HS-303A, na podstawie której powstały satelity Intelsat 2.
Kolejnym etapem rozwoju była testowa platforma HS-306, do której należał m.in. ATS 1. W porównaniu do poprzedników zwiększono masę satelitów, zewnętrzne wymiary, moc nadajników i ilość zabieranego na pokład paliwa. Powtórzono układ konstrukcyjny znany z wcześniejszych konstrukcji tj. cylindryczny kształt kadłuba, przez którego środek przechodził element konstrukcyjny w formie walca, na którego końcach z jednej strony znajdował się silnik rakietowy, a z drugiej anteny radiowe. Pomiędzy ścianami cylindra a środkiem satelity znajdowały się baterie, elektronika i zapas paliwa niezbędny do utrzymania odpowiedniej pozycji na orbicie. Góra i dół satelity były zabezpieczone osłonami termicznymi. Boki były pokryte panelami ogniw słonecznych, które generowały moc 180 W i współpracowały z akumulatorem kadmowo-niklowym o pojemności 26 Ah. Wysokość satelity wynosiła 135 cm, średnica 142 cm. Statek był stabilizowany obrotowo.

### Projekty badawcze

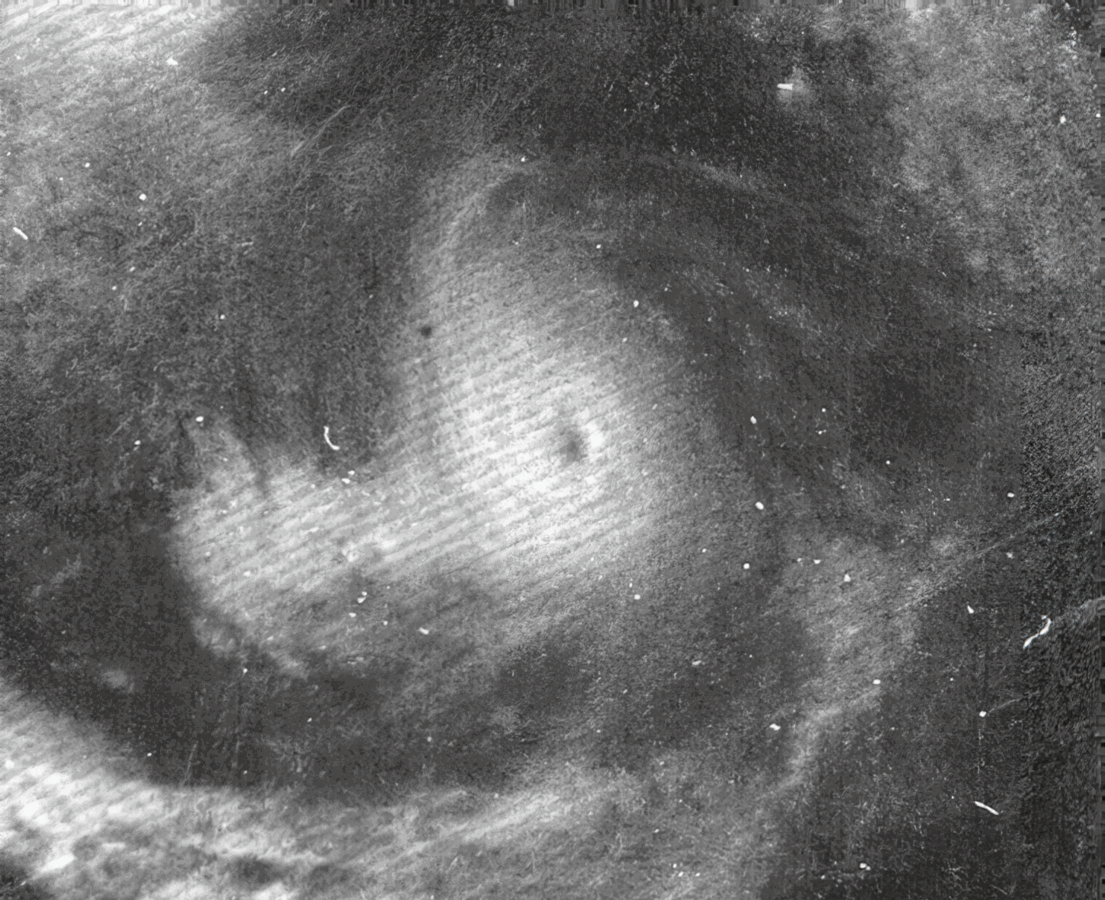
Huragan Monika sfotografowany przez satelitę ATS 1, 2 września 1971

Głównym zadaniem satelity ATS 1 było testowanie metod wykonywania zdjęć meteorologicznych, ich przesyłania do stacji naziemnych, a także retransmisja danych meteorologicznych pochodzących z innych źródeł, w tym stacji naziemnych. Dodatkowo testowano ulepszone metody transmisji danych. W ramach testowania środowiska pracy przyszłych satelitów geostacjonarnych, na ATS 1 zamontowano czujniki mierzące m.in. promieniowanie kosmiczne i natężenie ziemskiego pola magnetycznego. Do urządzeń biorących udział w badaniach należały m.in.:
1. Spin-Scan Cloudcover Camera – kamera wyposażona w optykę opartą na teleskopie Cassegraina służąca do rejestrowania pokrywy chmur na widocznej z satelity i oświetlonej Słońcem części Ziemi. Rozdzielczość kamery robiącej zdjęcia z orbity geostacjonarnej wynosiła 4 km. Masa kamery wynosiła 7,3 kg. Zbudowana głównie przy współpracy z University of Wisconsin-Madison[6].
2. Biaxial Fluxgate Magnetometer – magnetometr transduktorowy służący do pomiarów właściwości linii ziemskiego pola magnetycznego w rejonie orbity geostacjonarnej. Zbudowany przy współpracy z Uniwersytetem Kalifornijskim[7].
3. Spektroskop elektronowy przeznaczony do pomiarów elektronów w przestrzeni kosmicznej w zakresach energetycznych od 50 do 1000 keV. Zbudowany przy współpracy z Uniwersytetem Minesoty[8].

## Misja
Misja rozpoczęła się 7 grudnia 1966 roku, kiedy rakieta Atlas SLV-3 Agena D wyniosła z kosmodromu Cape Canaveral Air Force Station na orbitę okołoziemską satelitę technologicznego ATS 1. Po znalezieniu się na orbicie ATS 1 otrzymał oznaczenie COSPAR 1966-110A. Satelitę umieszczono na orbicie geostacjonarnej, nad Pacyfikiem.
Większość testów i eksperymentów przeprowadzonych przez ATS 1 uznano za udane. Transmisję danych w czasie rzeczywistym z satelity prowadzono do 1970 roku. Po tym czasie satelitę wykorzystywały różnego rodzaju instytucje w tym NOAA. Satelita zakończył pracę w 1985 roku.
Satelita pozostaje na orbicie geostacjonarnej, której parametry to 35 740,1 km w perygeum i 35 781,3 km w apogeum.